# Salix mucronata
Salix mucronata es una especie de sauce perteneciente a la familia de las salicáceas. Es nativa de Sudáfrica, donde crece  a lo largo de las riberas de los ríos  y se utiliza para una amplia gama de medicinas tradicionales

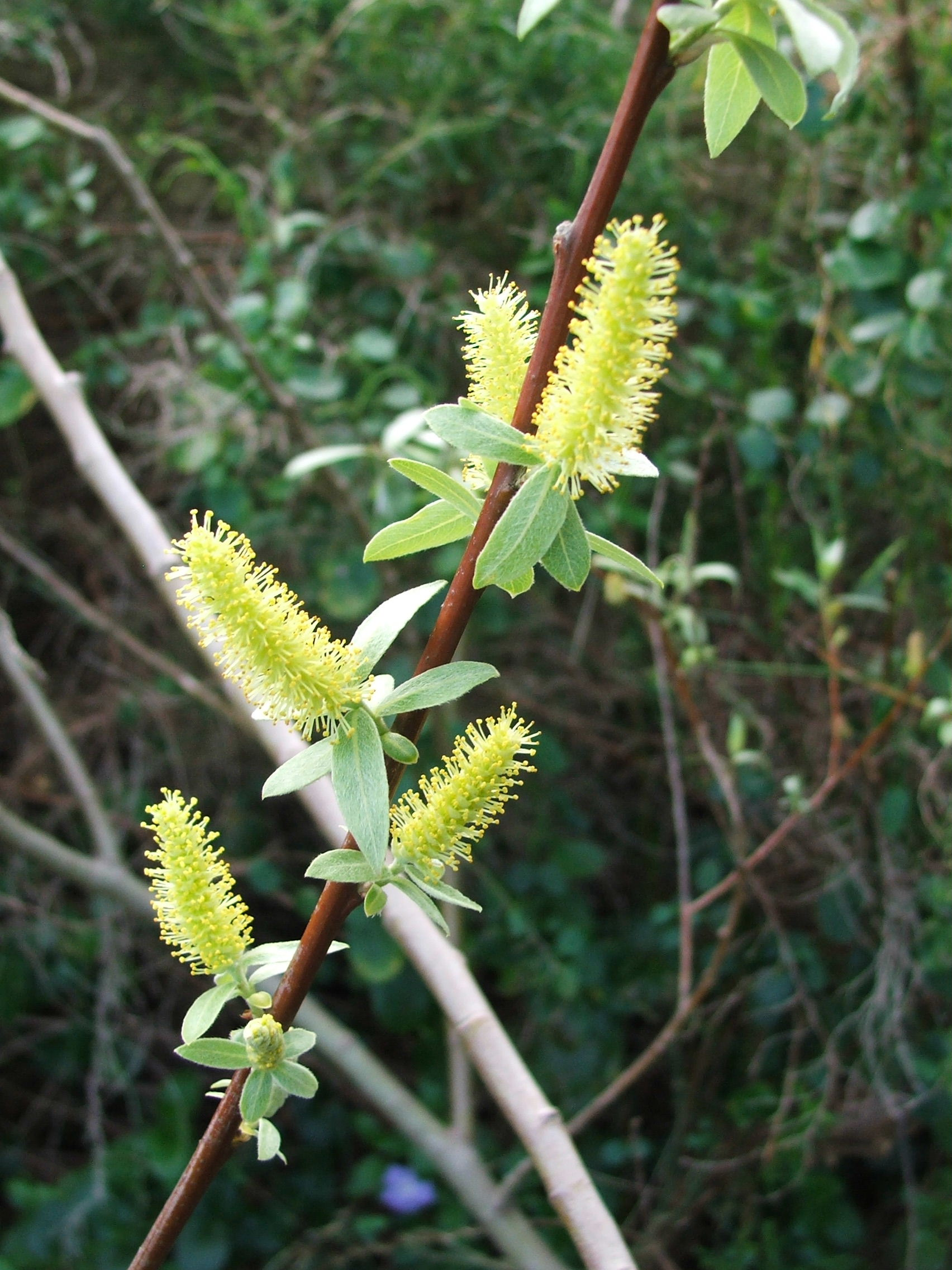
Inflorescencia

## Descripción
Es un  árbol de hoja perenne que alcanza un tamaño de hasta 15 m de altura con una corona abierta y ramas ligeramente caídas. Los árboles más viejos tienen fisuras, la corteza es de color marrón, mientras que los árboles más jóvenes tienen la corteza lisa y de color verde-rojo. Las hojas son simples, alternas y se estrechan en ambos extremos. Son de color verde brillante por el haz, y de color verde oscuro por el envés. Los márgenes de las hojas son dentados. Las flores aparecen en espigas cortas con amento masculinos y femeninos en árboles separados. Las espigas masculinas son densas, de color amarillento y puede tener de hasta 50 mm de longitud. La femenina de color verdoso los picos son más cortos y gruesos. El fruto es una cápsula pequeña, que se divide para liberar las semillas cubiertas de pelusa blanca.

## Usos
El árbol produce un buen forraje, y es el anfitrión de las larvas de la naranja común y la mariposa negra. 
Las hojas son consumidas por el ganado y los seres humanos han desarrollado diversos usos medicinales de los árboles: Las raíces se utilizan en medicamentos que ayudan a curar los dolores de estómago, fiebre y dolores de cabeza. La aspirina, por ejemplo, es un derivado de una especie de sauce. Los usos tradicionales incluyen, la aplicación de polvo de corteza en las quemaduras, y preparar té de las hojas para tratar el reumatismo. El té también actúa como un laxante suave. 
Las ramas jóvenes de árboles se utilizan para hacer cestas y la madera se talla para hacer artículos del hogar, así como objetos de decoración.

## Taxonomía
Salix mucronata fue descrita por Carl Peter Thunberg y publicado en Prodr. Pl. Cap. 6
Etimología
Salix: nombre genérico latino para el sauce, sus ramas y madera.
mucronata: epíteto latino que significa "mucronada".
Variedades
- Salix mucronata hirsuta
- Salix mucronata mucronata
- Salix mucronata woodii
- Salix mucronata capensis[6]

Sinonimia
| - Salix capensis var. mucronata Anders. - Salix safsaf Forssk. ex Trautv. - Salix subserrata Willd. - Salix aegyptiaca L. (1755) - Salix safsaf Forssk. (1775) - Salix capensis var. gariepina (Burch.) Anderson - Salix gariepina Burch. (1822) - Salix mucronata var. caffra Burtt Davy - Salix mucronata var. integra Burtt Davy | - Salix safsaf Forssk. ex Trautv. - Salix kamerunensis Seemen (1910) - Salix adamauensis Seemen (1910) - Salix subserrata var. cyathipoda (Andersson ex A.Rich.) Cufod. (1953) - Salix hutchinsii Skan (1917) - Salix axillaris A.Rich. - Salix cyathipoda Andersson ex A.Rich. (1850) - Salix nigerica Skan (1917) - Salix octandra A.Rich. (1850) |